# جانجريل
جانجريل (بالإنجليزية: David Heath)‏ مصارع أمريكي محترف من مواليد 16 فبراير 1969 في مدينة فورت لودرديل بولاية فلوريدا الأمريكية. بدأ مسيرته عام 1988 وكان يصارع في اتحاد الدبليو دبليو اي من عام 1998 إلى عام 2001 وبعدها تركت الاتحاد وذهب إلى اتحاد اخر وبعد ذلك رجع إلى اتحاد الدبليو دبليو أي من عام 2004 إلى عام 2007 يعتبر من المصارعين الذين عاصرو العصر الذهبى لهذه الرياضة الشهيره.

## روابط خارجية
- جانجريل على موقع CageMatch worker (الإنجليزية)
- جانجريل على موقع قاعدة بيانات المصارعة على الإنترنت (الإنجليزية)
- جانجريل على موقع عالم المصارعة على الإنترنت (الإنجليزية)
- جانجريل على موقع عالم المصارعة على الإنترنت (الإنجليزية)

- جانجريل على موقع IMDb (الإنجليزية)
- جانجريل على موقع قاعدة بيانات الفيلم (الإنجليزية)
- جانجريل على موقع كينوبويسك (الروسية)